# Saint-Hilaire-de-Riez
Saint-Hilaire-de-Riez – miejscowość i gmina we Francji, w regionie Kraj Loary, w departamencie Wandea.
Według danych na rok 1990 gminę zamieszkiwało 7 416 osób, a gęstość zaludnienia wynosiła 152 osób/km² (wśród 1504 gmin Kraju Loary Saint-Hilaire-de-Riez plasuje się na 45. miejscu pod względem liczby ludności, natomiast pod względem powierzchni na miejscu 83.).